# Валуйск
Валу́йск (Валу́йский, Жирововка; укр. Валуйський) — исчезнувший хутор, располагавшийся на территории современного Волчанского района Харьковской области Украины. 

## Географическое положение
Располагался на границе с современным Шебекинским районом Белгородской области России, между хуторами Елизаветинский (Рыбалкино) (2,5 км) и Деревенское (2 км), в 4 км к северу от села Малая Волчья, в 5,5 км к северо-западу от села Варваровка и в 25 км к северо-востоку от города Волчанска. На северо-западе хутор граничил с небольшим лесным массивом.

## История
До революции административно-территориально принадлежал к Волоховской волости Волчанского уезда Харьковской губернии. В 1864 году во владельческом хуторе Валуйском было 7 дворов, население составляло 98 человек (51 мужчина и 47 женщин).

## Религия
Хутор относился к приходу Николаевской церкви в слободе Николаевке (Варваровке).